# Las Cabezadas

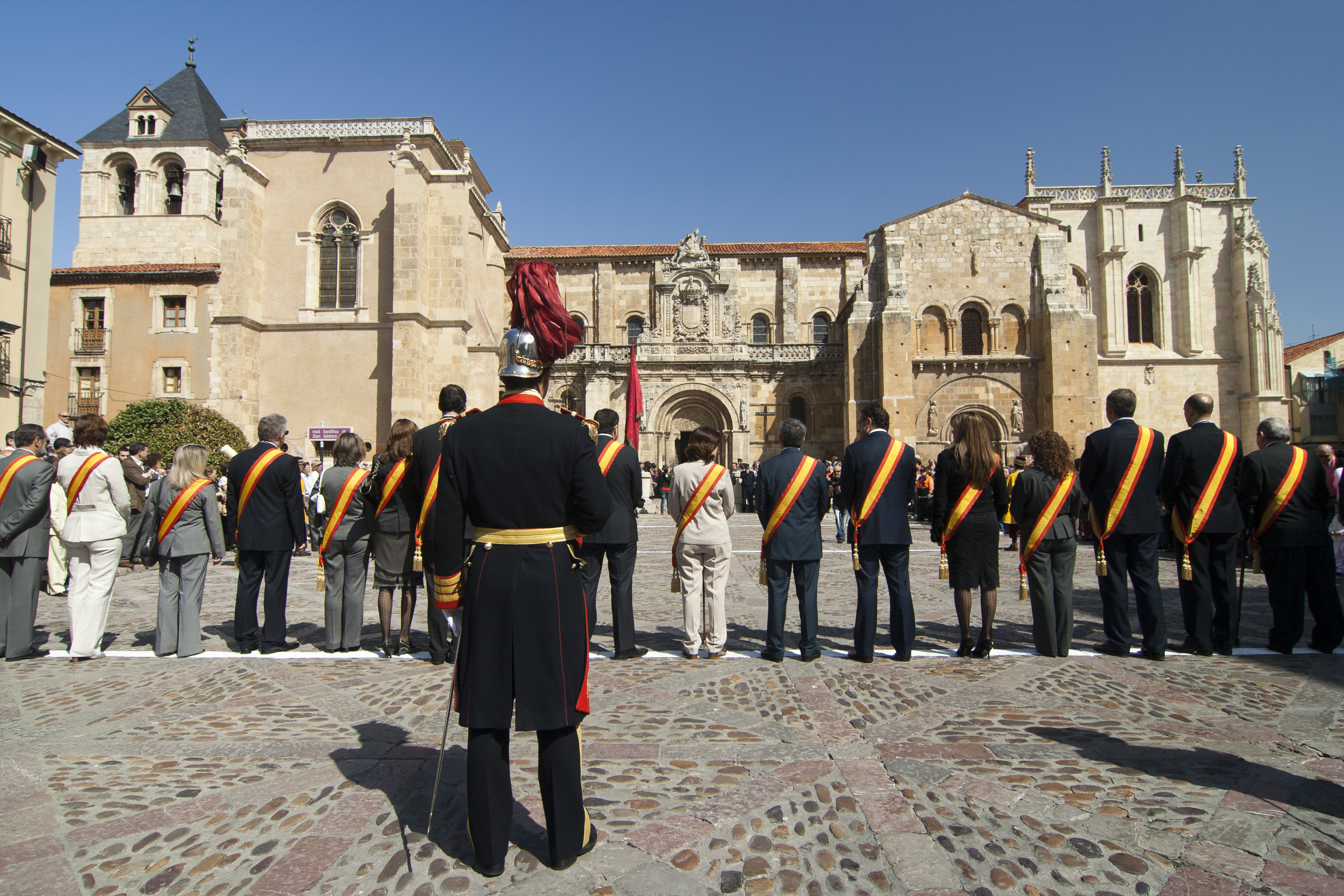
Acto frente a la basílica de San Isidoro

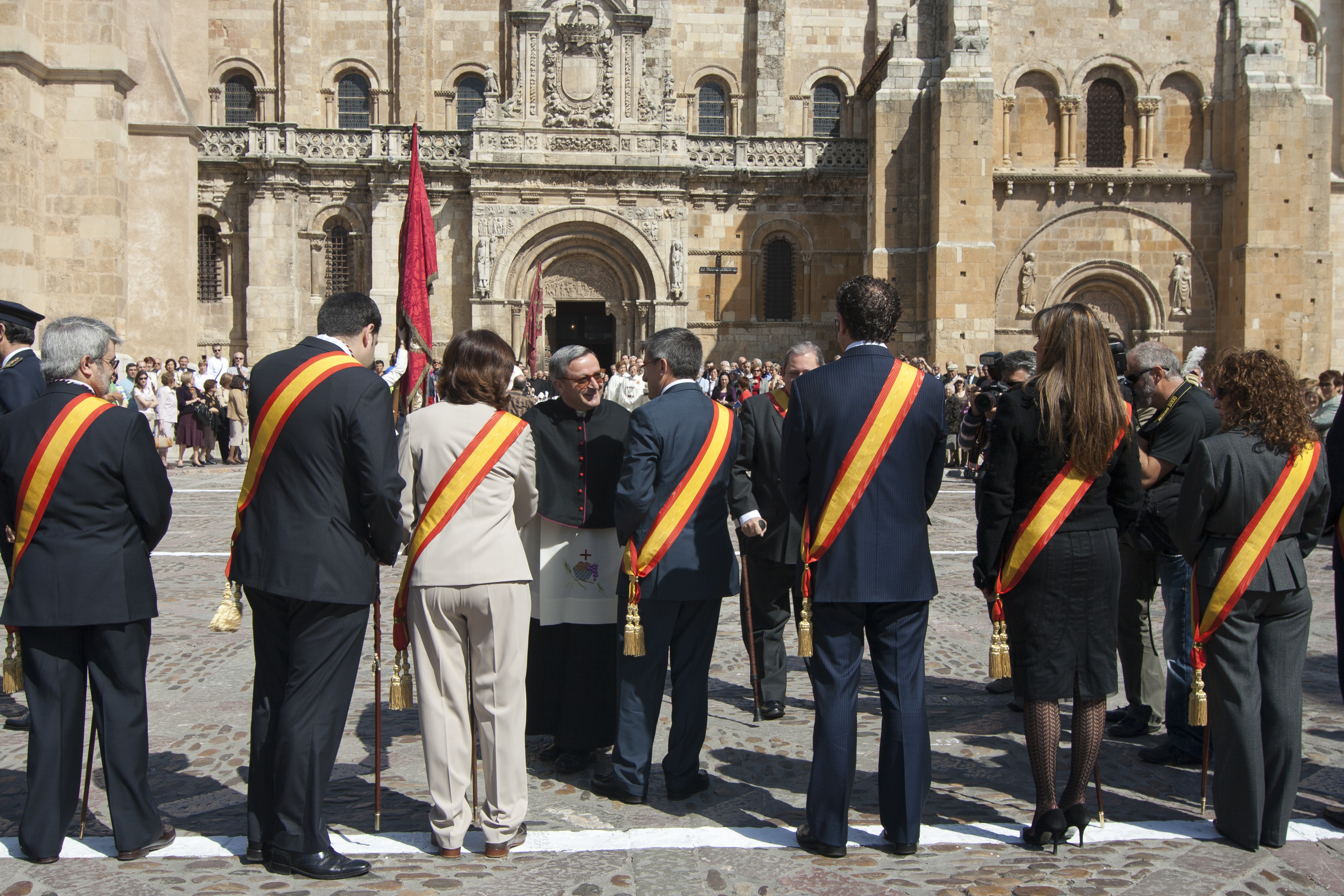
Acto frente a la basílica de San Isidoro

Las Cabezadas es el nombre de una ceremonia civil y religiosa que se celebra en la ciudad de León (España) el domingo más próximo a la festividad de San Isidoro, cuya fecha es el 26 de abril.
El nombre proviene de las reverencias —tres por cada parte— realizadas con una inclinación exagerada. Estas reverencias son ejecutadas por los representantes del Ayuntamiento, situados en la plaza de San Isidoro, y el Cabildo de la Real Colegiata y Basílica de San Isidoro, ubicados en el atrio de la Real Basílica. Dichos gestos se efectúan al despedirse, tras la conclusión de los actos dialéctico y religioso, que conforman esta popular fiesta. En las crónicas y archivos, este evento figura como la Ceremonia del Foro u Oferta.
La Real Colegiata y Basílica de San Isidoro, destacada por su Museo, alberga el Panteón de los Reyes de León, el Cáliz de doña Urraca, Códices medievales y otras piezas representativas del periodo histórico. Además, guarda el Arca de los Marfiles, un relicario que contiene los restos de San Isidoro de Sevilla, trasladados allí en el año 1063.

## Historia
En el libro León, romero y festivo de La Crónica de León se narra la historia de este hecho. Relata Lucas de Tuy, canónigo de la Basílica de San Isidoro durante la primera mitad del siglo XIII, el milagro acontecido en 1158, reinando Fernando II de León:
«Habiendo una gran sequía, la gente del pueblo solicitó ayuda a san Isidoro por medio de una rogativa. Llevaron sus restos en procesión. Al llegar a la localidad de Trobajo del Camino, a dos leguas de la ciudad, la urna que contenía los restos de san Isidoro empezó a pesar, y los mozos que pujaban no podían con ella. La dejaron en el suelo y empezó a llover copiosamente, pero los restos del Santo no se dejaban levantar del suelo.»
«La infanta Sancha de León, hermana del rey Alfonso VII, al enterarse de lo ocurrido, fue a buscar los restos. Ante la imposibilidad de su traslado, se mantuvo orando y guardó ayuno durante tres días junto al arca que contenía los restos del Santo. Los restos del Santo habían sido trasladados a León bajo el auspicio de doña Sancha. La infanta prometió que nunca más los restos de san Isidoro volverían a salir del templo donde se custodiaban y donde aún hoy permanecen. Después de efectuada esta promesa, aparecieron tres mancebos que pudieron levantar, con milagrosa facilidad, el arca que contenía los restos de san Isidoro para regresarlos de nuevo a la basílica.»
Por este motivo, y desde aquella fecha, el concejo de la ciudad de León decidió pagar u ofrecer todos los años un tributo a san Isidoro por mediación de sus representantes. Así lo relata en sus crónicas, conservadas en el Archivo, Lucas de Tuy.

## Celebración

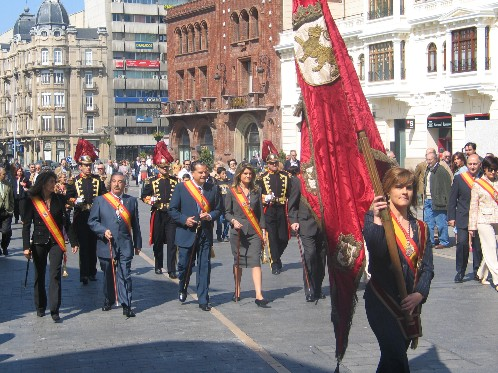
Comitiva municipal de las Cabezadas en 2006

Esta promesa fue realizada por el pueblo y el Ayuntamiento de León, y se celebra el domingo más próximo a la festividad de San Isidoro, que tiene lugar el 26 de abril.
Ese domingo, los representantes del municipio, encabezados por su alcalde, se reúnen en la sede municipal, ubicada en la plaza de San Marcelo (popularmente conocida como la plaza de las Palomas en la segunda mitad del siglo XX). Acompañados por la banda municipal de música, que interpreta el himno de León, y escoltados por los maceros y la Guardia Municipal, enarbolan el pendón Real de León, emblema representativo de la ciudad custodiado en el Ayuntamiento, mientras se dirigen hacia la Real Colegiata y Basílica de San Isidoro. Llevan un cirio de una arroba y dos hachas de cera.
El Cabildo de San Isidoro recibe al Ayuntamiento en el atrio, y juntos se dirigen al Claustro, donde se entabla una batalla dialéctica. Los representantes se colocan uno frente al otro, y el síndico municipal inicia la ronda de intervenciones (tres por cada parte), defendiendo su postura.

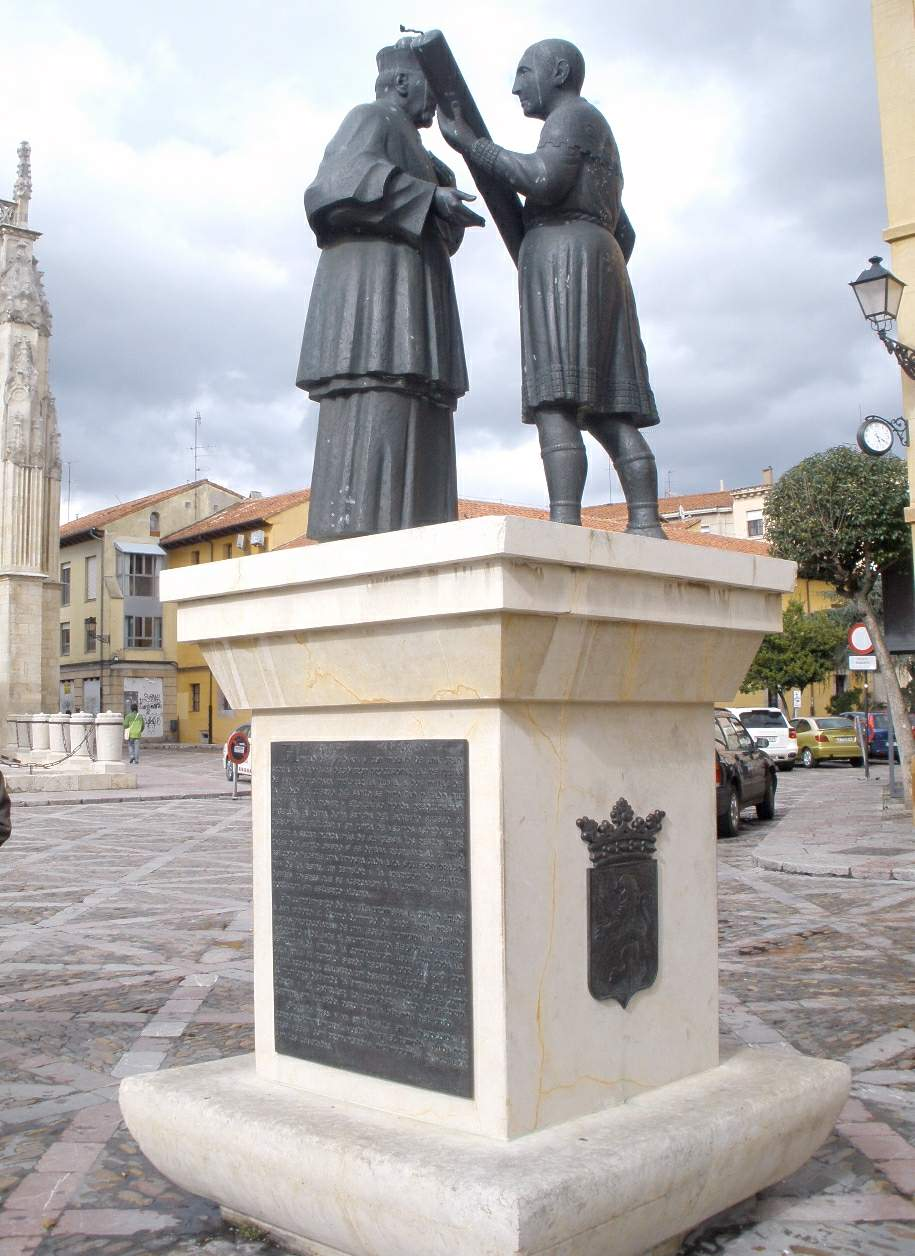
Monumento a las Cabezadas en la plaza de San Isidoro

En primer lugar, el síndico del Ayuntamiento argumenta que la celebración es una tradición que honran como una «ofrenda» voluntaria, sin obligación alguna. En respuesta, el Cabildo afirma que no es una ofrenda, sino un «foro», una obligación establecida por el milagro ocurrido en el pasado.
Durante las tres intervenciones, ambas partes intercambian argumentos que, en ocasiones, incluyen frases irónicas o contundentes. El público presente aplaude y vitorea, aunque nunca se llega a un acuerdo. Finalmente, se levanta un Acta en la que:
- El Ayuntamiento manifiesta que su presencia es para entregar una «ofrenda».
- El Cabildo declara que recibe dicho acto como «foro».
Después del debate, se celebra una misa, al final de la cual el Cabildo y la Corporación rezan ante la urna de San Isidoro y salen juntos para despedirse.
En el suelo de la plaza de San Isidoro se pintan tres rayas blancas, que indican los puntos donde la corporación municipal debe detenerse y girarse hacia la entrada de la Basílica. Allí, con una reverencia exagerada, se despiden del Cabildo, situado en el atrio.
Al llegar a cada una de las rayas, el alcalde golpea con fuerza el suelo con su vara, y la corporación se gira al unísono para saludar al Cabildo con una inclinación exagerada. El Cabildo responde con una inclinación similar. Este ritual se repite tres veces, de donde proviene el nombre popular de «las Cabezadas».
En la plaza de San Isidoro se erige una estatua en homenaje a este acto. Representa a un canónigo, en el que se reconoce al fallecido Antonio Viñayo González, Abad emérito de San Isidoro (fallecido el 13 de diciembre de 2012), recibiendo el cirio de manos de una figura que representa al Síndico municipal tras el cruce dialéctico. En la base de este conjunto escultórico se narra este legendario acontecimiento.